# Максименко Михайло Прокопович
Михайло Прокопович Максименко (1902, місто Миколаїв, тепер Миколаївської області — червень 1980, місто Одеса) — український радянський партійний діяч, завідувач адміністративного відділу Одеського обласного комітету КПУ, секретар Одеського обласного комітету КПУ.

## Біографія
Народився в родині робітника-коваля. Трудову діяльність розпочав у 1913 році бетонником у приватних майстернях. Потім був учнем, підручним і розмітником по металу на судноремонтному заводі в Миколаєві.
З 1920 по 1925 рік — на комсомольській роботі.
У 1923 році закінчив губернську партійну школу.
Член РКП(б) з 1923 року.
З 1924 року — на партійній роботі: секретар партійної організації Одеського паровозного депо, завідувач відділу кадрів районного комітету КП(б)У міста Одеси, парторг ЦК ВКП(б) станції Одеса—Товарна, заступник начальника політичного відділу Одеської залізниці.
У 1939—1941 роках — інструктор, завідувач сектора, заступник завідувача відділу кадрів Одеського обласного комітету КП(б)У.
Влітку 1941 року брав участь в обороні міста Одеси від румунсько-німецьких військ, проводив роботу із будівництва оборонних споруд біля Одеси. Потім перебував у евакуації в східних районах СРСР.
У 1942—1944 роках — начальник політичного відділу Красноводського порту Туркменської РСР.
У 1944 році повернувся до Одеси, перебував на відповідальній роботі в Одеському обласному комітеті КП(б)У: заступник завідувача відділу, завідувач адміністративного відділу Одеського обласного комітету КП(б)У.
На 1952—1953 роки — голова Одеської обласної ради професійних спілок.
У червні (затв.) 1953 — травні 1955 року — завідувач відділу адміністративних і торгово-фінансових органів Одеського обласного комітету КПУ.
У травні 1955 — лютому 1960 року — секретар Одеського обласного комітету КПУ.
З 1960 року — старший державний інспектор із якості товарів Одеського економічного адміністративного району.
Потім — персональний пенсіонер союзного значення в Одесі.
Помер у червні 1980 року після важкої хвороби в місті Одесі.

## Нагороди
- орден Леніна (26.02.1958)
- два ордени «Знак Пошани» (23.03.1944, 23.01.1948)
- медалі